# Голод в России (1733—1735)
Голод в России (1734—1735) — сильный голод, случившийся в отдельных губерниях Российской Империи: Нижегородской, Смоленской губерниях.

## История
Голод в Смоленской губернии начался ещё в 1733 году; в 1734 году Бирон отправил из Петербурга офицеров дознать на месте «действительно ли скудость там велика, как о ней доносили». Отправленные в губернию офицеры доложили об отсутствии в губернии хлеба, о наличии множества трупов, о поедании жителями коры деревьев; сообщалось, что помещики удалились из губернии в Москву. В результате императрица Анна Иоанновна повелела, чтобы в 1735 году не брать с жителей губернии подушных податей.
Поражение голодом было сильнее, чем голод, случившийся в результате неурожаев двух предшествовавших десятилетий. Особенно пострадали от этого центральные губернии нечернозёмной России и Среднее Поволжье. Из-за этого сильного голода из деревень уходило множество крестьян, которые умножили количество нищих в Москве. На московских улицах в эти годы нищие по утрам подбирали коченеющие трупы. Беженцы направлялись также в Польшу.
В июле 1734 года обер-прокурор Сената Анисим Маслов подал императрице Анне «проект о худом состоянии крестьян Смоленской губернии и протчих мест».
Во время голода в Нижегородской губернии крестьяне питались гнилою дубовой корою, ели дубовые жёлуди и т. п.
Голод 1733—1735 годов поразил не только Россию, но и Европу; в 1735 году из-за прекращения беспошлинного вывоза русского хлеба с 1735 года в Швеции начался голод.